# 千叶短期大学
千叶短期大学（日语：／ Chiba Tanki Daigaku *），简称千叶短，是过去一所位于日本千叶县市川市的私立短期大学。

## 概要

### 简介
- 学校最早可以追溯到1928年即巢鸭高等商业学校的创立[1]。短期大学为于1951年开办、由学校法人千叶学园经营。招生到2002年、停办于2005年[2]。

### 历史
- 1951年 千叶短期大学成立并同时设置两个学科、以下列举。
  - 商科[注 3][注 4]
  - 英文科[注 3][注 5]
- 2002年 最后一年招生、次年停止招生（正式停办于2005年12月1日[2]）。

## 学校环境
- 校区：在了千叶县市川市[注 1]

## 组织

### 学科
- 商务交流学科[注 2]

### 前学科
| - 商科 - 英文科 |

### 专科
| - 没有 |

### 业余课程
| - 没有 |

## 相关链接
- 日本短期大学列表